# Calyptranthes sessilis
Espèce
Statut de conservation UICN

 DD  : Données insuffisantes
Calyptranthes sessilis est une espèce de plantes à fleurs de la famille des Myrtaceae.
Selon Plants of the World Online, c'est un synonyme de Myrcia sessilis. Selon ce site, c'est un arbuste ou un arbre poussant en milieu tropical dans le nord du Pérou.

## Publication originale
- Fieldiana, Botany 29(3): 183. 1956.